# Сарматське бароко

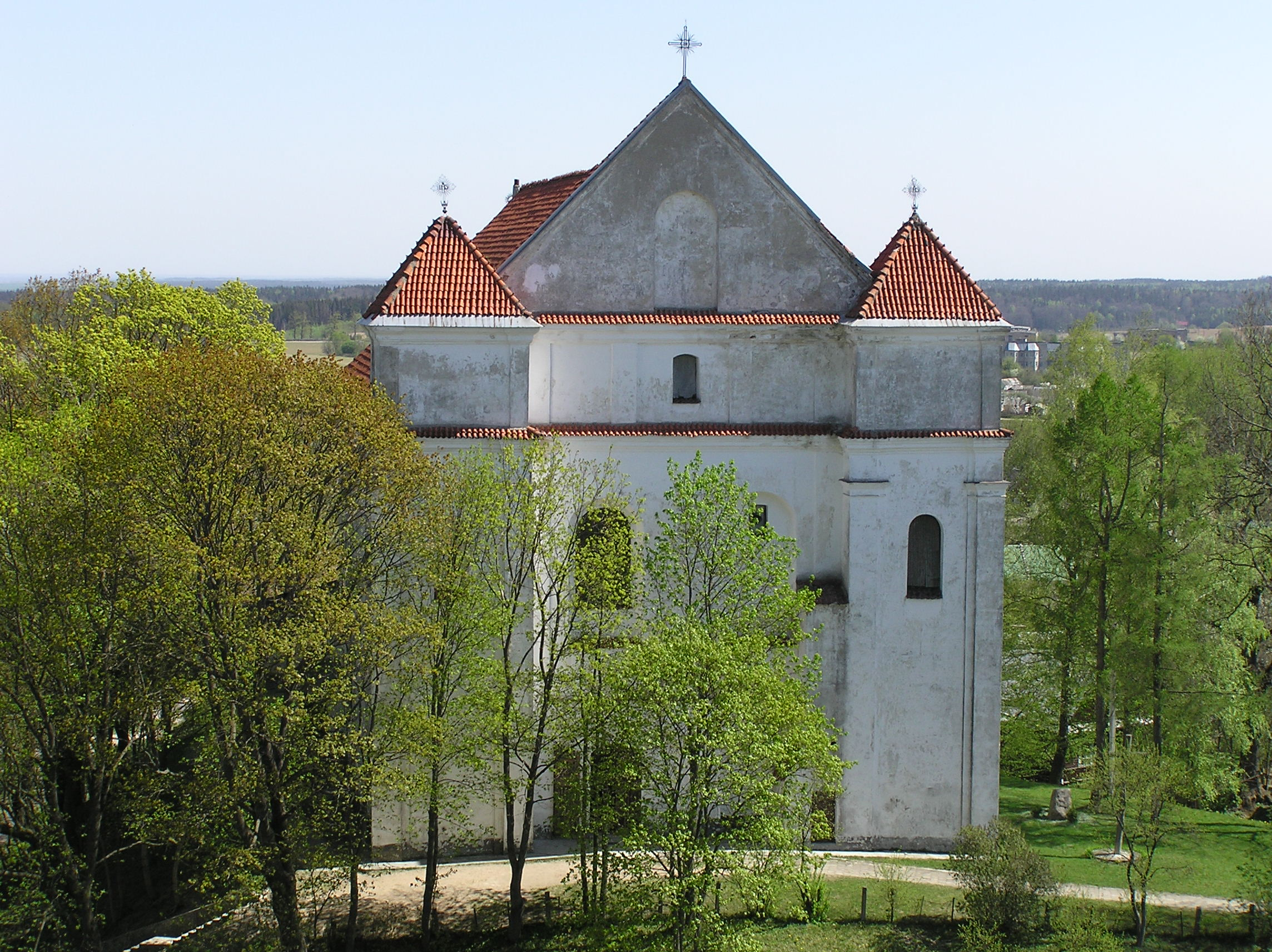
Фарний костел у Новогрудку

Сарма́тське баро́ко — у термінології мистецтвознавця Тамари Габрусь, аскетична варіація архітектури бароко, що отримала розповсюдження на території Великого князівства Литовського наприкінці XVII — початку XVIII століть, для якого характерні «виразна масивна пластика форм» та загальна орієнтація на середньовічну традицію.
Барочні формі максимально геометризуються та спрощуються, у оформлення фасадів вводяться ренесансні, готичні та навіть романські елементи. Силуети храмів масивні, інколи вони нагадують мініатюрні фортеці, їх декор підкреслено суворий. Лаконічне оформлення фасадів незрідка контрастує с пишним ліпним інтер'єром.
У пам'ятках сарматського бароко прийнято бачити віддзеркалення ідеології сарматизму, що ідеалізувала патріархальний спосіб життя середньовічних пращурів польсько-литовських шляхтичів. У 1720-і роки примітивізація барочних форм вийшла з моди, на зміну важкому сарматському прийшло легке та пишне віленське бароко.
До найвизначніших пам'яток «сарматської» групи належать Фарний костел у Новогрудку (1714—1723), Воскресенська церква у Клецьку (1683), костел у Михалишках (Гродненська область, 1662—1684), Троїцький костел у Засвирі (1713—1714, Мінська область), костел бернардинок у Слонімі (1670). Початкова суворість архітектурного рішення таких пам'яток, як собор Сходження Святого Духа у Мінську та монастир кармелітів у Мстиславлі, була пом'якшена при наступних перебудовах.
Термін «сарматське бароко» також застосовується для характеристики польської літератури того часу.